# Det danske Udvandrerarkiv
Det danske Udvandrerarkiv er et dansk arkiv i Ålborg hos Aalborg Stadsarkiv, arkivet blev stiftet den 3. juli 1932, med det formål at indsamle historisk materiale om udvandring fra Danmark. Arkivet driver fra sin hjemmeside en database, med mulighed for at søge i 394.000 danskere udvandrede for årene 1869-1908, databasen er baseret på udvandrer protokollerne.